# Saint-Clément (Quebec)
Saint-Clément es un municipio canadiense situado en la provincia de Quebec.

## Superficie
Saint-Clément tiene una superficie de 86,72 km².

## Demografía
En 2021, tenía 479 habitantes, una densidad poblacional de 5,5 hab./km², y 231 viviendas.